# ستاری جژگونگ
ستاری جژگونگ (به لهستانی:  Stary Dzierzgoń) یک روستا در لهستان است که در گمینا ستار جژگونگ واقع شده‌است. ستاری جژگونگ ۴۱۰ نفر جمعیت دارد.